# Félix Morales
Félix Morales Alfonso (Matanzas, 9 giugno 1953) è un ex cestista cubano.

## Carriera
Con Cuba ha disputato le Olimpiadi del 1976 e del 1980.
Ha militato nella squadra cubana del Matanzas, oltreché in Brasile nel Botafogo.